# Missundaztood
„Missundaztood“ е вторият студиен албум на американската поп изпълнителка Пинк, издаден през ноември 2001. Достига до шесто място в класацията за албуми Билборд 200, като в САЩ са продадени 5 милиона копия и получава 5 пъти платинена сертификация. От албумът са издадени общо четири сингъла „Get the Party Started“, „Don't Let Me Get Me“, „Just Like a Pill“ и „Family Portrait“.

## Списък с песни

### Оригинален траклист
1. „M!ssundaztood“ – 3:36
2. „Don't Let Me Get Me“ – 3:31
3. „Just Like a Pill“ – 3:57
4. „Get the Party Started“ – 3:11
5. „Respect“ (със Scratch) – 3:22
6. „18 Wheeler“ – 3:44
7. „Family Portrait“ – 4:56
8. „Misery“ (със Стивън Тайлър) – 4:33
9. „Dear Diary“ – 3:29
10. „Eventually“ – 3:34
11. „Lonely Girl“ (с Линда Пери) – 4:21
12. „Numb“ – 3:06
13. „Gone to California“ – 4:34
14. „My Vietnam“ – 5:16

### Делукс издание (DVD)
1. „Family Portrait“ (видеоклип)	– 3:50
2. „Don't Let Me Get Me“ (видеоклип)	– 3:31
3. „Numb“ (на живо от La Scala) – 3:21
4. „Family Portrait“ (на живо от La Scala) – 5:30

### Интернационално издание
1. „Get the Party Started“ – 3:11
2. „18 Wheeler“ – 3:44
3. „M!ssundaztood“ – 3:36
4. „Dear Diary“ – 3:29
5. „Eventually“ – 3:34
6. „Numb“ – 3:06
7. „Just Like a Pill“ – 3:57
8. „Family Portrait“ – 4:56
9. „Misery“ (със Стивън Тайлър) – 4:33
10. „Respect“ (със Scratch) – 3:22
11. „Don't Let Me Get Me“ – 3:31
12. „Gone to California“ – 4:34
13. „Lonely Girl“ (с Линда Пери) – 4:21
14. „My Vietnam“ – 5:16
15. „Catch-22“ (бонус трак) – 3:49

### Японско Remix Plus издание
1. „Get the Party Started“ (на живо от La Scala) – 3:19
2. „Just Like a Pill“ (Jacknife Lee Mix)	– 3:47